# Reino de Ringerike
El reino de Ringerike es el antiguo nombre de una región histórica, antiguo reino de Noruega. Actualmente su territorio es el municipio de Ringerike, en el condado de Buskerud.

## Etimología
La forma original en nórdico antiguo fue Hringaríki. El primer elemento es probablemente el genitivo plural de hringir, el nombre de una de las antiguas tribus germánicas. El último elemento es ríki (o 'reino'), (ver Romerike).

## Historia
Afortunadamente, existen muchos registros arqueológicos en el área, tanto de periodos antiguos como medievales. Ringerike se ha mencionado a lo largo de la historia desde tiempos remotos. 
La Noruega de la era vikinga estuvo dividida en pequeños reinos independientes gobernados por caudillos que gobernaban los territorios, competían por la supremacía en el mar e influencia política, y buscaban alianzas o el control sobre otras familias reales, bien de forma voluntaria o forzadas. Estas circunstancias provocaron periodos turbulentos y vidas heroicas como se recoge en la saga Heimskringla del escaldo islandés Snorri Sturluson en el siglo XIII. Antes del dominio de Harald I de Noruega, fue uno de esos reinos independientes. El caudillo Sigurd Hart, rey de Ringerike, fue el padre de Ragnhild, madre de Harald, unificador de Noruega.  Tras la consolidación territorial a finales del siglo IX, el reino fue gobernado por diversos jarls y caudillos subyugados a la corona. Uno de ellos, hijo del rey Harald, Halfdan Haleg, encontró su final en las Orcadas de manos del jarl Torf-Einarr, que según las sagas le aplicó el ceremonial de tortura águila de sangre. Otro monarca de Ringerike, Sigurd Syr, fue el padre de Harald III de Noruega.